# Физикализм
Физикали́зм, или физицизм — это монистический онтологический тезис, согласно которому всё, что существует, является физическим или производно от физического (часто ещё говорят конституировано, укоренено или супервентно).
История этого понятия связана с концепцией логического позитивизма, которая разрабатывалась Карнапом, Нейратом и др. Изначально физикализм был лингвистическим тезисом, согласно которому все осмысленные предложения можно перевести или редуцировать к предложениям физики. Предложения, не поддающиеся такой операции, рассматривались, как лишённые научного смысла. Так понятие физикализма сочеталось с верификационистским критерием научности, который отстаивался представителями логического позитивизма. В настоящее время физикализм не считается тезисом перевода. Это связано и с критикой верификационизма, и с изменением понятия редукции.
В современной философии физикализм чаще всего ассоциируют с проблемой сознание-тело  в философии сознания, в отношении которой физикализм придерживается позиции, что у сознания нет самостоятельного онтологического статуса и оно тождественно или производно (конституировано, реализовано, супервентно, укоренено) от мозга или физического в самом широком понимании. Физикализм часто приравнивают к материализму. Некоторые авторы считают, что физикализм допускает существование таких явлений, которые не вписываются в картину мира материализма. Физикализм является доминирующей позицией в философии сознания. С этой концепцией также связана позиция методологического натурализма, суть которого состоит в том, что практически все процессы, законы или события основаны на естественных процессах, законах и событиях и могут быть объяснены посредством их.

## Редуктивный и нередуктивный физикализм
В целом физикализм подразделяется на редуктивный и нередуктивный. В своей онтологической форме редукционизм предполагает, что все феномены «высокого уровня», такие как психические состояния, в конечном счёте тождественны определённым физическим состояниям «низкого уровня». Нередуктивный физикализм эту позицию отрицает, придерживаясь мнения о том, что не все состояния сводятся к физическим. Здесь большое значение имеет понятие редукции. В зависимости от его понимания будет проводиться граница между редуктивным и нередуктивным физикализмом. Так, например, классическая теория тождества (type identity theory) будет редуктивной, а нередуктивной теорией будет физикализм реализации (realization physicalism), в основании которого лежит отношение реализации между ментальным и физическим, а не тождество. Однако есть тезис частной теории тождества, который совместим с отношением реализации. В таком случае понятие редуктивного физикализма расширяется и в него попадают функционалистские теории сознания. Также отношение тождества не всегда является критерием редуктивного физикализма. Например, аномальный монизм Дэвидсона является одним из случаев теории тождества, однако одним из оснований этой теории является отрицание редукции ментального к физическому. В самом широком смысле граница между редуктивным и нередуктивным физикализмом проходит через отношение к понятию провала в объяснении и совпадает с подразделением физикализма Дэвидом Чалмерсом на А и B типы. Физикалисты типа А отрицают провал в объяснении, и, согласно их позиции, есть некоторый априорный вывод из физических истин к ментальным. Физикалисты типа B считают, что провал есть и не существует такого вывода, однако это не ведет к принятию антифизикалистской позиции. Примером физикалистов типа А является Дэниел Деннет, а к физикалистам типа В можно отнести Джона Сёрла.
Не все философы согласны с такой классификацией. К примеру, Ким Джегвон считает, что может существовать только редуктивный физикализм в том смысле, что достаточными причинами всех событий являются физические причины. Физикализм, согласно Киму, подразумевает принцип каузальная замкнутость физического, согласно которому, если у физического события есть достаточная причина, то эта причина является физической. Из него следует, что любое движение тела или физическое изменение внутри него вызываются предшествующим состоянием этого тела, и решения/намерения являются детерминированными физическими состояниями тела или мозга, и что нигде не действуют какие-либо ментальные или нефизические причины. Другими словами, если предшествующее физическое состояние тела является необходимым и достаточным, то другие условия не имеют значения. В поддержку своего тезиса Ким предлагает понятие функциональной редукции. Однако многие философы не согласны с Кимом, поскольку считают, что он полагается на неверное понимание причинности. В мысленном эксперименте «Два чёрных ящика» Дэниел Деннет предлагает альтернативный взгляд на причинность, который показывает, что наличие нефизических причин сочетается с физикализмом.

### Редуктивный физикализм
Все виды редуктивного физикализма основаны на идее о том, что всё можно аналитически свести к фундаментальным физическим основам. Это является одной из причин, по которой физикализм часто используют как синоним термина «материализм».
Крайней версией редуктивного физикализма является элиминативизм — тезис о том, что народное понимание сознания глубоко ошибочно с научной точки зрения, и что некоторые или даже все психические состояния в действительности не существуют.

### Нередуктивный физикализм
Ранние формы физикализма, исторически развиваясь из материализма, были редуктивными. Нередуктивный физикализм приобрел большую популярность после того, как Дональд Дэвидсон представил концепцию супервентности (supervenience).
По своей сути нередуктивный физикализм является идеей о том, что, хотя психические состояния вызваны физическими состояниями, их нельзя свести к физическим свойствам.